# Цониариси
Цониариси (груз. წონიარისი) — село в Кедском муниципалитете Грузии.

## География
Село находится на правом берегу реки Аджарисцкали, на расстоянии в 8 километрах от посёлка городского типа Кеда, административного центра муниципалитета. Абсолютная высота — 275 метров над уровнем моря.

## Население
По данным переписи населения 2014 года, в селе проживает 499 человек.
| Год  | Население | Мужчины | Женщины |
| ---- | --------- | ------- | ------- |
| 2002 | 529       | 274     | 255     |
| 2014 | ↘499      | 247     | 252     |